# Miss Mondo 1994
Miss Mondo 1994, la quarantaquattresima edizione di Miss Mondo, si è tenuta il 19 novembre 1994, presso il Sun City Entertainment Centre di Sun City, in Sudafrica. Il concorso è stato presentato da Richard Steinmetz, Suanne Braun e Bronson Pinchot. Aishwarya Rai, rappresentante dell'India è stata incoronata Miss Mondo 1994.

## Risultati

### Piazzamenti
| Risultato       | Concorrente |
| --------------- | --- |
| Miss Mondo 1994 | - India - Aishwarya Rai |
| 2ª classificata | - Sudafrica - Basetsane Makgalemele |
| 3ª classificata | - Venezuela - Irene Ferreira |
| Finaliste       | - Croazia - Branka Bebić - Zimbabwe - Angeline Musasiwa |
| Semifinaliste   | - Belgio - Ilse De Meulemeester - Filippine - Caroline Subijano - Grecia - Evangelia Adam - Malaysia - Rahima Orchient Yayah - Regno Unito - Melanie Abdoun |

### Regine continentali
| Risultato | Concorrente                         |
| --------- | ----------------------------------- |
| Asia      | - India - Aishwarya Rai             |
| Europa    | - Croazia - Branka Bebić            |
| Americhe  | - Venezuela - Irene Ferreira        |
| Caraibi   | - Isole Cayman - Anita Lilly Bush   |
| Africa    | - Sudafrica - Basetsane Makgalemele |

### Riconoscimenti speciali
| Riconoscimento               | Concorrente                     |
| ---------------------------- | ------------------------------- |
| Miss Personality             | - Thailandia - Patinya Thongsri |
| Most Photogenic              | - India - Aishwarya Rai         |
| Best Designed National Dress | - Venezuela - Irene Ferreira    |

## Concorrenti
| Nazione                   | Concorrente                          | Provenienza           |
| Argentina                 | Miriam Elizabeth Nahon               | Buenos Aires          |
| Australia                 | Skye-Jilly Edwards                   | Hobart                |
| Austria                   | Bianka Engel                         | Graz                  |
| Bahamas                   | Deanna Tamara North                  | Nassau                |
| Bangladesh                | Anika Taher                          | Dacca                 |
| Belgio                    | Ilse de Meulemeester                 | Bruxelles             |
| Bolivia                   | Mariel Gabriela Arce Taborga         | Cochabamba            |
| Botswana                  | Hazel Kutlo Mmopi                    | Gaborone              |
| Brasile                   | Valquiria Melnik Blicharski          | Curitiba              |
| Bulgaria                  | Stella Ognianova                     | Sofia                 |
| Canada                    | Shawna Roberts                       | Calgary               |
| Cile                      | Yulissa Macarena del Pino Pinochet   | Santiago              |
| Cina                      | Pan Tao                              | Shenzhen              |
| Cipro                     | Johanna Uwrin                        | Limassol              |
| Colombia                  | Maria Eugenia González Ponce de León | Bogotà                |
| Corea del Sud             | Chae Yeon-hee                        | Seul                  |
| Costa Rica                | Silvia Ester Muñoz Mata              | Puntarenas            |
| Croazia                   | Branka Bebić                         | Ragusa                |
| Curaçao                   | Marisa Corine Bos                    | Willemstad            |
| Danimarca                 | Sara Maria Wolf                      | Copenaghen            |
| Ecuador                   | Diana Margarita Noboa Gordon         | Guayaquil             |
| Estonia                   | Auli Andersalu                       | Tallinn               |
| Filippine                 | Caroline Subijano                    | Manila                |
| Finlandia                 | Mia Marianne Forsell                 | Askola                |
| Francia                   | Radiah Latidine                      | Cayenne               |
| Germania                  | Marte Helberg                        | Monaco di Baviera     |
| Ghana                     | Matilda Aku Alomatu                  | Accra                 |
| Giamaica                  | Johanna Simone Ulett                 | Kingston              |
| Giappone                  | Shinobu Sushida                      | Miyazaki              |
| Gibilterra                | Melissa Berllaque                    | Gibilterra            |
| Grecia                    | Evangelia (Evi) Adam                 | Atene                 |
| Guam                      | Chalorna Freitas                     | Hagåtña               |
| Guatemala                 | Sonia Maria Rosales Vargas           | Zacapa                |
| Hong Kong                 | Annamarie Wood Lai-Ming              | Hong Kong             |
| India                     | Aishwarya Rai                        | Bombay                |
| Irlanda                   | Anna Maria McCarthy                  | Dublino               |
| Islanda                   | Birna Bragadóttir                    | Álftanes              |
| Isole Cayman              | Anita Lilly Bush                     | Grand Cayman          |
| Isole Vergini Americane   | Jessalyn Pearsall                    | St. Thomas            |
| Isole Vergini Britanniche | Khara Michelle Forbes                | Tortola               |
| Israele                   | Shirly Swarzberg                     | Tel Aviv              |
| Italia                    | Arianna Novacco                      | Trieste               |
| Kenya                     | Josephine Wanjiku Mbatia             | Nairobi               |
| Lettonia                  | Daina Tobija                         | Riga                  |
| Libano                    | Lara Badaoui                         | Distretto di Kisrawan |
| Macao                     | Chen Ji-Min                          | Macao                 |
| Malaysia                  | Rahima Orchient Yayah                | Kuala Lumpur          |
| Mauritius                 | Marie Priscilla Mardaymootoo         | Port Louis            |
| Messico                   | Claudia Hernández Rodríguez          | Nayarit               |
| Nigeria                   | Susan Hart                           | Benue                 |
| Norvegia                  | Anne Lena Hansen                     | Oslo                  |
| Nuova Zelanda             | Shelley Jeannine Edwards             | Hastings              |
| Paesi Bassi               | Joshka Bon                           | Amsterdam             |
| Panama                    | Carmen Lucía Ogando Ginono           | Colón                 |
| Paraguay                  | Jannyne Elena Peyrat Scolari         | Asunción              |
| Perù                      | Marcia Pérez Marcés                  | Lima                  |
| Polonia                   | Jadwiga Flank                        | Bielsko-Biała         |
| Porto Rico                | Joyce Marie Giraud Mojica            | Aguas Buenas          |
| Portogallo                | Leonor Filipa Correia Leal Rodrigues | Lisbona               |
| Regno Unito               | Melanie Abdoun                       | Londra                |
| Rep. Ceca                 | Lenka Belickova                      | Karlovy Vary          |
| Rep. Dominicana           | Claudia Franjul González             | Santo Domingo         |
| Romania                   | Leona Dalia Voicu                    | Bucarest              |
| Russia                    | Anna Malova                          | Mosca                 |
| Saint Lucia               | Yasmine Lyndell Walcott              | Castries              |
| Saint Vincent e Grenadine | Cornise Yearwood                     | Georgetown            |
| Seychelles                | Marquise David                       | Victoria              |
| Singapore                 | Pickard Angela Lee Kim Mei           | Singapore             |
| Slovacchia                | Karin Majtanova                      | Bratislava            |
| Slovenia                  | Janja Zupan                          | Lubiana               |
| Spagna                    | Virginia Pareja Garófano             | Barcellona            |
| Sri Lanka                 | Nushara Rusri Pramali Fernando       | Colombo               |
| Stati Uniti               | Kristie Harmon                       | Conyers               |
| Sudafrica                 | Basetsane Makgalemele                | Johannesburg          |
| Svezia                    | Sofia Andersson                      | Stoccolma             |
| Svizzera                  | Sarah Briguet                        | Losanna               |
| eSwatini                  | Stephanie Wesselo                    | Mbabane               |
| Tahiti                    | Vaea Christine Sandra Olanda         | Papeete               |
| Taiwan                    | Joanne Wu Chung-Chun                 | Taipei                |
| Tanzania                  | Aina William Maeda                   | Dodoma                |
| Thailandia                | Patinya Thongsri                     | Bangkok               |
| Trinidad e Tobago         | Anabel Thomas                        | Port of Spain         |
| Turchia                   | Pinar Altug                          | Istanbul              |
| Ucraina                   | Nataliya Vasilievna Kozitskaya       | Kiev                  |
| Ungheria                  | Timea Farkas                         | Záhony                |
| Venezuela                 | Irene Esther Ferreira Izquierdo      | Caracas               |
| Zimbabwe                  | Angeline Musasiwa                    | Harare                |